# Municipio Abalá
Koordinaten: 20° 40′ N, 89° 39′ W
Abalá ist ein Municipio im mexikanischen Bundesstaat Yucatán. Das Gemeindegebiet erstreckt sich über eine Fläche von 293,5 km², beim Zensus 2010 wurden 6356 Einwohner im Municipio gezählt. Verwaltungssitz ist das gleichnamige Abalá, einwohnerstärkster Ort hingegen ist Uayalceh.

## Geographie
Das Municipio Abalá liegt im westlichen Zentrum des Bundesstaates auf unter 100 m Höhe. Es zählt zur Gänze zur physiographischen Provinz der Halbinsel Yucatán, zu deren Subprovinz des yucatekischen Karstes sowie zur hydrographischen Region Yucatán Norte. Mit gut 99,5 % der Gemeindefläche dominieren der Kalkstein die Geologie des Municipios und der Leptosol als Bodentyp. Knapp 82 % der Fläche des Municipios werden von Regenwald eingenommen, 16 % werden ackerbaulich genutzt.
Das Municipio Abalá grenzt an die Municipios Tecoh, Timucuy, Umán, Mérida, Chocholá, Sacalum und Opichén.

## Bevölkerung
Beim Zensus 2010 wurden im Municipio 6356 Menschen in 1606 Wohneinheiten gezählt. Davon wurden 3799 Personen als Sprecher einer indigenen Sprache registriert, darunter 3716 Sprecher des Mayathan. Gut 17 % der Bevölkerung waren Analphabeten. 2440 Bewohner Abalás wurden als Erwerbspersonen registriert, wovon knapp 76 % Männer bzw. gut 2,5 % arbeitslos waren. 17 % der Bevölkerung lebten in extremer Armut.

## Orte
Das Municipio Abalá umfasst neun bewohnte localidades, von denen nur der Hauptort vom INEGI als urban klassifiziert ist. Zwei Orte hatten beim Zensus 2010 mehr als 1000 Einwohner, zwei Orte weniger als 100 Einwohner. Die größten Orte sind:
| Ort       | Einwohner |
| Uayalceh  | 2323      |
| Abalá     | 1890      |
| Temozón   | 0760      |
| Mucuyché  | 0494      |
| Sihunchén | 0334      |
| Cacao     | 0276      |
| Peba      | 0271      |